# Vespericola shasta
Vespericola shasta är en snäckart som först beskrevs av S. S. Berry 1921.  Vespericola shasta ingår i släktet Vespericola och familjen Polygyridae. Inga underarter finns listade i Catalogue of Life.